# Salavat Youlaïev
Pour plus de détails, voir Fiche technique et Distribution.
Salavat Youlaïev (Салават Юлаев) est un film soviétique réalisé par Yakov Protazanov, sorti en 1940,.

## Fiche technique
- Photographie : Aleksandr Chelenkov
- Musique : Aram Khatchaturian
- Décors : S. Kuznetsov, V. Ladiagin, Sergeï Voronkov